# Hrabstwo Franklin (Indiana)

Piramida wieku hrabstwa

Hrabstwo Franklin (ang. Franklin County) – hrabstwo w stanie Indiana w Stanach Zjednoczonych.

## Geografia
Według spisu z 2010 roku obszar całkowity hrabstwa obejmuje powierzchnię 391,05 mili2 (1012,81 km²), z czego 384,43 mili2 (995,67 km²) stanowią lądy, a 6,62 mili2 (17,15 km²) stanowią wody. Według szacunków United States Census Bureau w roku 2012 miało 22 969 mieszkańców. Jego siedzibą administracyjną jest Brookville.

### Miasta
- Brookville
- Batesville
- Cedar Grove
- Laurel
- Mount Carmel
- Oldenburg

## CDP
- Metamora
- New Trenton